# Pēteris Vītoliņš
Pēteris Vītoliņš, Piotr Janowicz Witolin (ros. Пётр Янович Витолин, ur. 1892 w guberni kurlandzkiej, zm. 10 lutego 1938) – łotewski komunista, radziecki działacz partyjny.

## Życiorys
W 1908 wstąpił do SDPRR, od lutego do listopada 1914 był sekretarzem kasy chorych fabryki wagonów w Rydze, w grudniu 1914 został aresztowany, a w grudniu 1916 skazany na zesłanie do guberni irkuckiej. Po rewolucji lutowej 19 marca 1917 został amnestionowany, od maja do lipca 1917 był przewodniczącym kałuskiej organizacji SDPRR(b), redagował również gazetę "Rasswiet", od 29 lipca 1917 do 23 lutego 1918 był przewodniczącym kałuskiego gubernialnego biura SDPRR(b) i jednocześnie od 27 listopada 1917 do 29 stycznia 1918 przewodniczącym Kałuskiego Komitetu Wojskowo-Rewolucyjnego. Od lutego 1918 do stycznia 1919 był przewodniczącym kałuskiego gubernialnego komitetu SDPRR(b)/RKP(b), jednocześnie od stycznia do marca 1918 przewodniczącym Komitetu Wykonawczego Kałuskiej Rady Gubernialnej, od 5 lutego do 26 kwietnia 1918 przewodniczącym Rady Komisarzy Ludowych Kałuskiej Republiki Radzieckiej, a od stycznia do sierpnia 1919 redaktorem gazety "Krasnoarmmiejskaja Prawda" Sztabu Frontu Południowego. Od września 1919 do lutego 1920 był przewodniczącym Komitetu Powiatowego RKP(b) w Kozłowie (obecnie Miczuryńsk), od marca do października 1920 kierownikiem Wydziału Agitacyjno-Propagandowego Tambowskiego Gubernialnego Komitetu RKP(b), od października 1920 do maja 1922 sekretarzem Partyjnej Komisji RKP(b) i szefem Wydziału Organizacyjno-Instruktorskiego Zarządu Politycznego Frontu Południowego, w marcu 1921 brał udział w likwidacji powstania w Kronsztadzie. Od listopada 1922 do maja 1926 studiował na Wydziale Ekonomicznym Moskiewskiego Uniwersytetu Państwowego, od stycznia 1925 do marca 1927 był sekretarzem Głównego Zarządu Oświaty Politycznej Ludowego Komisariatu Oświaty RFSRR, a od października 1927 do października 1929 przewodniczącym Sekcji Politycznej Biura Lektorskiego Moskiewskiej Gubernialnej/Obwodowej Rady Związków Zawodowych. Od listopada 1929 do marca 1935 przewodniczącym Moskiewskiej Miejskiej Rady Patronackiej, a od kwietnia 1935 do czerwca 1937 szefem Zarządu Sadownictwa Moskiewskiego Obwodowego Zarządu Rolnego.
19 czerwca 1937 został aresztowany, 9 lutego 1938 skazany na śmierć przez Wojskowe Kolegium Sądu Najwyższego ZSRR pod zarzutem udziału w kontrrewolucyjnej organizacji terrorystycznej i następnego dnia rozstrzelany.